# 2014-es WTCC francia nagydíj
A 2014-es WTCC francia nagydíj volt a 2014-es túraautó-világbajnokság második fordulója. 2014. április 20-án rendezték meg a Circuit Paul Ricard-on, Franciaországban.

## Időmérő
| Poz.                             | #  | Versenyző            | Csapat                   | Autó                    | Kat. | 1. rész    | 2. rész    | 3. rész    | Kör | Pont |
| -------------------------------- | -- | -------------------- | ------------------------ | ----------------------- | ---- | ---------- | ---------- | ---------- | --- | ---- |
| 1                                | 1  | Yvan Muller          | Citroën Total WTCC       | Citroën C-Elysée WTCC   | TC1  | 1:30,269   | 1:29,566   | 1:29,857   | 5   | 5    |
| 2                                | 2  | Gabriele Tarquini    | Castrol Honda WTC Team   | Honda Civic WTCC        | TC1  | 1:31,198   | 1:30,741   | 1:30,808   | 12  | 4    |
| 3                                | 7  | Hugo Valente         | Campos Racing            | Chevrolet RML Cruze TC1 | TC1  | 1:30,644   | 1:30,451   | 1:31,139   | 12  | 3    |
| 4                                | 5  | Michelisz Norbert    | Zengő Motorsport         | Honda Civic WTCC        | TC1  | 1:31,110   | 1:30,751   |            | 8   | 2    |
| 5                                | 3  | Tom Chilton          | ROAL Motorsport          | Chevrolet RML Cruze TC1 | TC1  | 1:30,932   | 1:30,897   |            | 10  | 1    |
| 6                                | 98 | Dušan Borković       | Campos Racing            | Chevrolet RML Cruze TC1 | TC1  | 1:31,568   | 1:31,099   |            | 12  |      |
| 7                                | 10 | Gianni Morbidelli    | Münnich Motorsport       | Chevrolet RML Cruze TC1 | TC1  | 1:31,042   | 1:31,207   |            | 11  |      |
| 8                                | 18 | Tiago Monteiro       | Castrol Honda WTC Team   | Honda Civic WTCC        | TC1  | 1:31,693   | 1:31,224   |            | 13  |      |
| 9                                | 77 | René Münnich         | Münnich Motorsport       | Chevrolet RML Cruze TC1 | TC1  | 1:31,239   | 1:31,345   |            | 12  |      |
| 10                               | 25 | Mehdi Bennani        | Proteam Racing           | Honda Civic WTCC        | TC1  | 1:31,487   | 1:32,458   |            | 12  |      |
| 11                               | 12 | Robert Huff          | Lada Sport Lukoil        | Lada Granta 1.6T        | TC1  | 1:32,142   |            |            | 8   |      |
| 12                               | 11 | James Thompson       | Lada Sport Lukoil        | Lada Granta 1.6T        | TC1  | 1:33,162   |            |            | 4   |      |
| 13                               | 14 | Mikhail Kozlovskiy   | Lada Sport Lukoil        | Lada Granta 1.6T        | TC1  | 1:34,210   |            |            | 5   |      |
| 14                               | 27 | John Filippi         | Campos Racing            | SEAT León WTCC          | TC2  | 1:35,972   |            |            | 6   |      |
| 15                               | 6  | Franz Engstler       | Liqui Moly Team Engstler | BMW 320 TC              | TC2  | 1:36,022   |            |            | 8   |      |
| 16                               | 8  | Pasquale Di Sabatino | Liqui Moly Team Engstler | BMW 320 TC              | TC2  | 1:36,083   |            |            | 8   |      |
| Kiz                              | 9  | Sébastien Loeb       | Citroën Total WTCC       | Citroën C-Elysée WTCC   | TC1  | kizárva[1] | kizárva[1] | kizárva[1] | 8   |      |
| Kiz                              | 37 | José María López     | Citroën Total WTCC       | Citroën C-Elysée WTCC   | TC1  | kizárva[1] | kizárva[1] | kizárva[1] | 11  |      |
| Kvalifikációs időlimit: 1:36,587 |    |                      |                          |                         |      |            |            |            |     |      |

Megjegyzés:
- ↑ 1:  – Az időmérő utáni technikai ellenőrzésen szabálytalannak találták Loeb és López autóját, ezért elvették az összes mért idejüket és mindkét futamon az utolsó sorból indultak.[1]

## Első futam
| Poz. | #  | Versenyző            | Csapat                   | Autó                    | Kategória | Futott kör | Idő/Kiesés oka | Rajthely | Pont |
| ---- | -- | -------------------- | ------------------------ | ----------------------- | --------- | ---------- | -------------- | -------- | ---- |
| 1    | 1  | Yvan Muller          | Citroën Total WTCC       | Citroën C-Elysée WTCC   | TC1       | 16         | 27:58,347      | 1        | 25   |
| 2    | 9  | Sébastien Loeb       | Citroën Total WTCC       | Citroën C-Elysée WTCC   | TC1       | 16         | +12,727        | 17       | 18   |
| 3    | 2  | Gabriele Tarquini    | Castrol Honda WTC Team   | Honda Civic WTCC        | TC1       | 16         | +15,026        | 2        | 15   |
| 4    | 37 | José María López     | Citroën Total WTCC       | Citroën C-Elysée WTCC   | TC1       | 16         | +18,663        | 18       | 12   |
| 5    | 12 | Robert Huff          | Lada Sport Lukoil        | Lada Granta 1.6T        | TC1       | 16         | +31,393        | 10       | 10   |
| 6    | 7  | Hugo Valente         | Campos Racing            | Chevrolet RML Cruze TC1 | TC1       | 16         | +34,415        | 3        | 8    |
| 7    | 5  | Michelisz Norbert    | Zengő Motorsport         | Honda Civic WTCC        | TC1       | 16         | +34,896        | 4        | 6    |
| 8    | 18 | Tiago Monteiro       | Castrol Honda WTC Team   | Honda Civic WTCC        | TC1       | 16         | +37,918        | 8        | 4    |
| 9    | 3  | Tom Chilton          | ROAL Motorsport          | Chevrolet RML Cruze TC1 | TC1       | 16         | +41,014        | 5        | 2    |
| 10   | 11 | James Thompson       | Lada Sport Lukoil        | Lada Granta 1.6T        | TC1       | 16         | +45,739        | 11       | 1    |
| 11   | 10 | Gianni Morbidelli    | Münnich Motorsport       | Chevrolet RML Cruze TC1 | TC1       | 16         | +48,720        | 7        |      |
| 12   | 77 | René Münnich         | Münnich Motorsport       | Chevrolet RML Cruze TC1 | TC1       | 16         | +49,234        | 9        |      |
| 13   | 25 | Mehdi Bennani        | Proteam Racing           | Honda Civic WTCC        | TC1       | 16         | +57,136        | 13       |      |
| 14   | 98 | Dušan Borković       | Campos Racing            | Chevrolet RML Cruze TC1 | TC1       | 16         | +1:02,522      | 6        |      |
| 15   | 14 | Mikhail Kozlovskiy   | Lada Sport Lukoil        | Lada Granta 1.6T        | TC1       | 16         | +1:05,813      | 12       |      |
| 16   | 6  | Franz Engstler       | Liqui Moly Team Engstler | BMW 320 TC              | TC2       | 16         | +1:46,587      | 15       |      |
| 17   | 8  | Pasquale Di Sabatino | Liqui Moly Team Engstler | BMW 320 TC              | TC2       | 15         | +1 kör         | 16       |      |
| 18   | 27 | John Filippi         | Campos Racing            | SEAT León WTCC          | TC2       | 15         | +1 kör         | 14       |      |

## Második futam
| Poz. | #  | Versenyző            | Csapat                   | Autó                    | Kategória | Futott kör | Idő/Kiesés oka | Rajthely | Pont |
| ---- | -- | -------------------- | ------------------------ | ----------------------- | --------- | ---------- | -------------- | -------- | ---- |
| 1    | 37 | José María López     | Citroën Total WTCC       | Citroën C-Elysée WTCC   | TC1       | 18         | 30:24,551      | 18       | 25   |
| 2    | 1  | Yvan Muller          | Citroën Total WTCC       | Citroën C-Elysée WTCC   | TC1       | 18         | +1,886         | 10       | 18   |
| 3    | 18 | Tiago Monteiro       | Castrol Honda WTC Team   | Honda Civic WTCC        | TC1       | 18         | +7,994         | 3        | 15   |
| 4    | 2  | Gabriele Tarquini    | Castrol Honda WTC Team   | Honda Civic WTCC        | TC1       | 18         | +8,459         | 9        | 12   |
| 5    | 25 | Mehdi Bennani        | Proteam Racing           | Honda Civic WTCC        | TC1       | 18         | +17,407        | 1        | 10   |
| 6    | 9  | Sébastien Loeb       | Citroën Total WTCC       | Citroën C-Elysée WTCC   | TC1       | 18         | +17,924        | 17       | 8    |
| 7    | 98 | Dušan Borković       | Campos Racing            | Chevrolet RML Cruze TC1 | TC1       | 18         | +18,592        | 5        | 6    |
| 8    | 5  | Michelisz Norbert    | Zengő Motorsport         | Honda Civic WTCC        | TC1       | 18         | +18,927        | 7        | 4    |
| 9    | 10 | Gianni Morbidelli    | Münnich Motorsport       | Chevrolet RML Cruze TC1 | TC1       | 18         | +20,531        | 4        | 2    |
| 10   | 7  | Hugo Valente         | Campos Racing            | Chevrolet RML Cruze TC1 | TC1       | 18         | +21,787        | 8        | 1    |
| 11   | 12 | Robert Huff          | Lada Sport Lukoil        | Lada Granta 1.6T        | TC1       | 18         | +22,216        | 11       |      |
| 12   | 77 | René Münnich         | Münnich Motorsport       | Chevrolet RML Cruze TC1 | TC1       | 18         | +23,391        | 2        |      |
| 13   | 11 | James Thompson       | Lada Sport Lukoil        | Lada Granta 1.6T        | TC1       | 18         | +25,800        | 12       |      |
| 14   | 14 | Mikhail Kozlovskiy   | Lada Sport Lukoil        | Lada Granta 1.6T        | TC1       | 18         | +26,475        | 13       |      |
| 15   | 3  | Tom Chilton          | ROAL Motorsport          | Chevrolet RML Cruze TC1 | TC1       | 18         | +41,250        | 6        |      |
| 16   | 6  | Franz Engstler       | Liqui Moly Team Engstler | BMW 320 TC              | TC2       | 18         | +44,222        | 15       |      |
| 17   | 8  | Pasquale Di Sabatino | Liqui Moly Team Engstler | BMW 320 TC              | TC2       | 18         | +46,048        | 16       |      |
| Ki   | 27 | John Filippi         | Campos Racing            | SEAT León WTCC          | TC2       | 9          |                | 14       |      |